# Lijst van rivieren in Oost-Timor

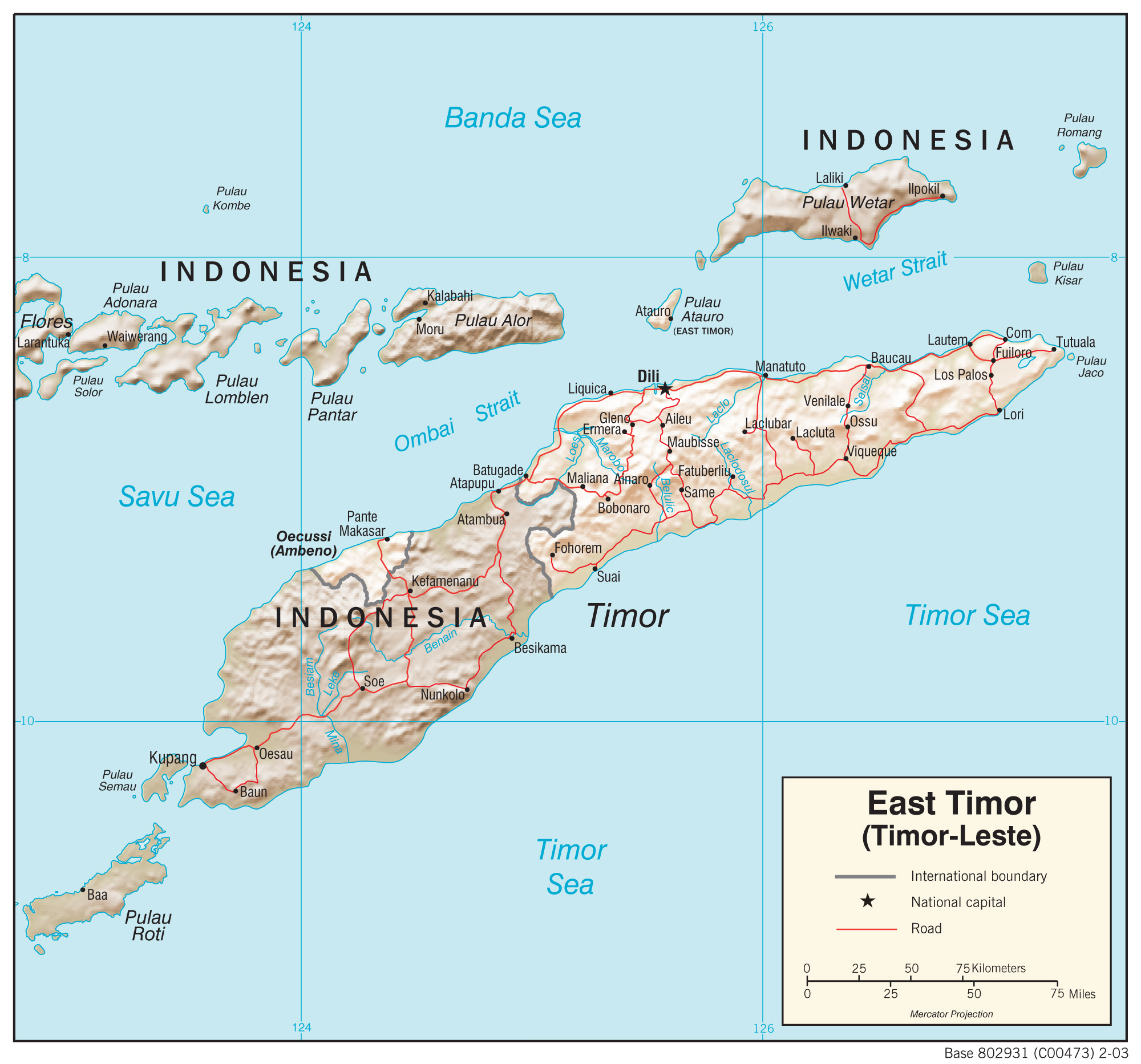
Kaart van Oost-Timor.

In deze lijst van rivieren in Oost-Timor zijn de rivieren en zijrivieren gegroepeerd naar regio: noordkust, zuidkust en de exclave Oecusse. De zijrivieren zijn ingesprongen weergegeven onder de naam van de betreffende hoofdrivier. 

## Noordkust
- Leometik
- Fatumolin
- Berita
- Loes (Rio de Lois)
  - Lauveli
    - Dikasbata
    - Emderilua
    - Gumuloa
    - Dirobatelau
    - Manobira
    - Curiho
    - Gleno
      - Goumeca
        - Buro

      - Roumetalena
      - Maurotieramata
      - Alleu

  - Marobo
    - Manusama
      - Gamerama
      - Lahora
      - Bapera

    - Celere
    - Garai
      - Aiboro
      - Ladibau

    - Magapu
      - Baluani

    - Aimera
    - Boroulo
    - Babonasolan
    - Babalai

  - Bebai (Rio de Lois) (Nunutura) (Nunura)
    - Claola
    - Hatoleai
    - Hatopoci
      - Timoreme

    - Meuculi
    - Bulobo
    - Matenua
    - Sasso
    - Laecouken (Loilara)
    - Talau (Taipui)
      - Merak

    - Malibacu
- Marae
- Bahonu
- Palua
- Malukai
- Palapu
- Laklo
- Gularloa
- Carbutaeloa
- Moraeloa
- Comoro
  - Bemos
  - Boera
- Santana
- Erseic
- Lobain
- Aiscahe
- Laclo (Laclo do Norte)
  - Sumasse
    - Bobo

  - Coi
  - Ulahu
  - Lihobani (Libania)
    - Ueseic
    - Hatossi

  - Mutoko
  - Lolun
  - Aimaleum
  - Noru
    - Coumai

  - Hatoarabau
  - Marenu (Orlaquru)
  - Karama
  - Daisoli
  - Manufonihun (Laclo)
    - Manolane
- Dolacuain
- Laleia Rover
  - Baunoi
    - Bueana
    - Sorec

  - Caleuc
  - Abai
  - Tutoli
  - Mori
- Vemasse
- Manuleiden
- Seiçal
  - Cainame
  - Salubada
    - Cassaquiar

  - Sauma
  - Buihiu
- Borouai
- Lianau
- Uaimuhi
- Lequinamo
- Laivai (Dasidara)
- Buiguira
- Raumoco
- Malailada

## Zuidkust

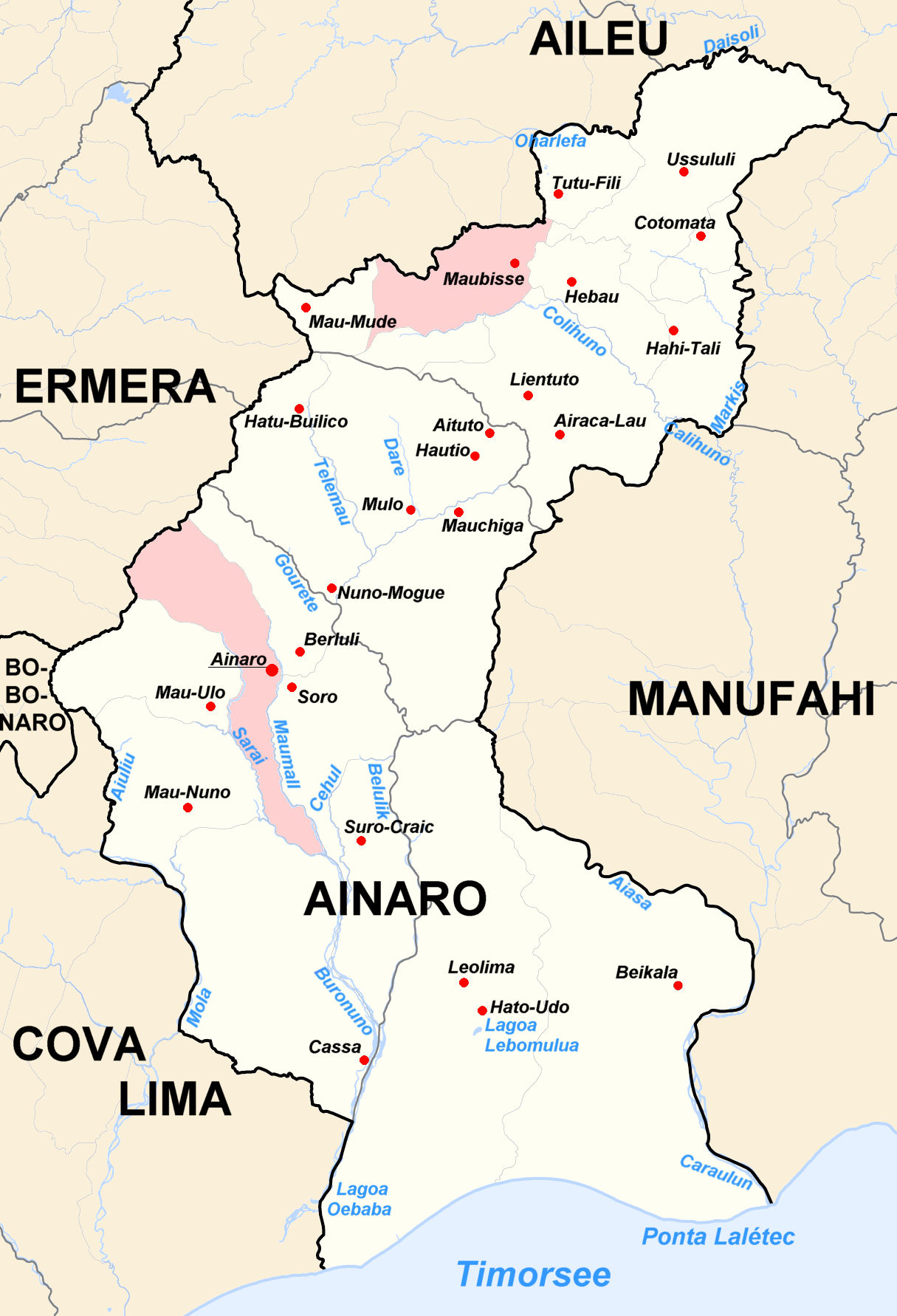
Rivieren in het district Ainaro aan de zuidkust.

- Masin
- Tafara
  - Maubui
    - Nanamauk
- Kamanasa
  - Karautun
  - Nabuk
- Raiketan
- Foura
- Loumea
  - Pa (Mauzope)
  - Laco
- Mola
  - Fatoro
- Belulik
  - Buronuno
    - Sarai
- Caraulun
  - Aiasa
  - Sui
- Quelun
- Laclodesul
  - Clerec
  - Marak
- Sahen
  - Laniara
- Dilor
  - Culacao
- Luca
- Tuco
- Cuha
  - Lee
- Bebui
- Metauai
- Irabere
  - Calicidere
  - Oulauai
  - Boro
- Veira
- Namaluto
  - Tchino
- Vero

## Oecusse
- Noel Besi
- Tono
  - Abanal
  - Kinloki
  - Ekai
  - Columu